# 碳化物

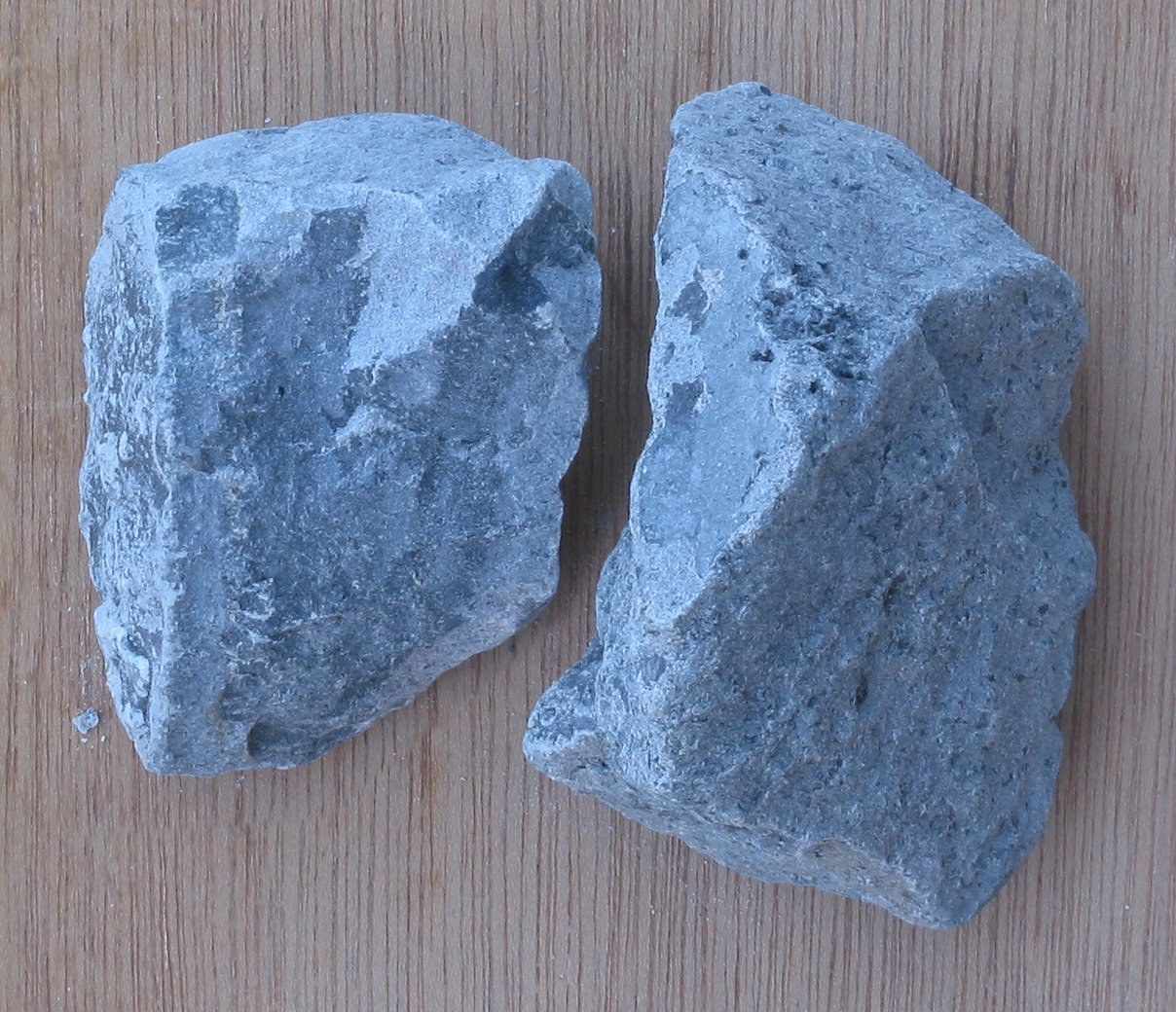
碳化钙

碳化物是碳与电负性比它低的或和它相近元素化合生成的化合物，在工业上有很多用途。碳化物一般按以下标准分类：
- 离子碳化物（盐类碳化物）
- 共价碳化物
- 间隙碳化物
- “中间型”过渡金属碳化物，处于离子碳化物与间隙碳化物之间

此外，二元碳化合物还有：
- 石墨化合物
- 碱土金属富勒烯化合物
- 内生富勒烯，金属原子位于富勒烯分子内
- 金属-碳多面苯，含有C2单位的簇合物

## 例子
碳化物的例子有：
- 碳化钙（CaC2）—离子碳化物，俗称“电石”，由氧化钙与焦炭在电炉中反应制取
- 碳化硅（SiC）—共价碳化物
- 碳化钨（WC、W2C）—超硬材料
- 碳化三铁（Fe3C）—钢中的组分
- 碳化硼
- 碳化钽
- 碳化钛

其他参见Category:碳化物。

## 不同类型

### 离子碳化物
以下元素会生成离子碳化物：
- 第1族碱金属
- 第2族碱土金属
- 第3族—钪、钇和镧
- 第11族—铜、银和金
- 第12族—锌、镉和汞
- 铝
- 镧系元素形成MC2和M2C3类型碳化物时
- 锕系元素形成MC2和M2C3类型碳化物时

大多数含有C22−（乙炔衍生物）、C4−（甲烷衍生物）或C34−（丙炔衍生物）离子。
C22−的例子如：Li2C2、Na2C2、CaC2、LaC2、UC2。
C4−化合物与质子反应生成甲烷：
C4− + 4H+ → CH4
例子有：Be2C、Al4C3。
C34−的例子有Li4C3、Mg2C3。该离子为直线型，与二氧化碳是等电子体。

### 共价碳化物
有碳化硼、碳化硅等，是硬度很高的晶体，可以用来制磨石、砂轮等。

### 间隙碳化物
除铬外，所有4,5,6过渡金属都会生成间隙碳化物。此类碳化物反应性不强，有类似金属的性质，有些有化学计量范围，如碳化钛。碳化钛和碳化钨都是超硬材料。
一些间隙碳化物的结构列在下面：
| 金属 | 金属的晶体结构 | 金属半径 (pm) | MC - 金属原子堆积 | MC 结构 | M2C - 金属原子堆积 | M2C 结构 | 其他碳化物                 |
| ---- | -------------- | ------------- | ----------------- | ------- | ------------------ | -------- | -------------------------- |
| 钛   | hcp            | 147           | ccp               | 氯化钠  |                    |          |                            |
| 锆   | hcp            | 160           | ccp               | 氯化钠  |                    |          |                            |
| 铪   | hcp            | 159           | ccp               | 氯化钠  |                    |          |                            |
| 钒   | 立方体心       | 134           | ccp               | 氯化钠  | hcp                | h/2      | V4C3                       |
| 铌   | 立方体心       | 146           | ccp               | 氯化钠  | hcp                | h/2      | Nb4C3                      |
| 钽   | 立方体心       | 146           | ccp               | 氯化钠  | hcp                | h/2      | Ta4C3                      |
| 铬   | 立方体心       | 128           |                   |         |                    |          | Cr23C6, Cr3C, Cr7C3, Cr3C2 |
| 钼   | 立方体心       | 139           |                   | 六方    | hcp                | h/2      | Mo3C2                      |
| 钨   | 立方体心       | 139           |                   | 六方    | hcp                | h/2      |                            |